# Grad Häme
Grad Häme ali grad Tavastia (finsko Hämeen linna, švedsko Tavastehus slott) je srednjeveški grad v kraju Hämeenlinna na Finskem. Stoji v mestu Hämeenlinna, mestu med Helsinki in Tamperejem. Grad, ki je bil prvotno na otoku, zdaj stoji na obali jezera Vanajavesi. Sestavljen je iz osrednjega obzidja in obzidja, obdanega z jarkom. Trdnjava je imela prvotno pet stolpičev, danes sta vidna samo dva. Kurtina ima vratarnico, obzidje, osmerokotno opečnato vogalno kupolo in okroglo topniško kupolo. Spodnji nivoji obzidja in kurtine so iz zidanega granita, zgornji nivoji pa iz rdeče opeke.
Čeprav je točen datum sporen, se na splošno šteje, da je bil grad zgrajen v 13. stoletju. Poleg statusa vojaške trdnjave in doma švedskega plemstva je bil grad uporabljen kot zapor, trenutno pa je muzej, ki ga upravlja Finski nacionalni odbor za starine. Grad je ena glavnih turističnih znamenitosti južne Finske, saj je središče mesta in priljubljeno prizorišče dogodkov, vključno z renesančnimi sejmi.

## Zgodovina
Starost gradu je sporna. Tradicionalno je bila gradnja gradu povezana z drugo švedsko križarsko vojno Birgerja Jarla, ki bi datirala grad v sredino 13. stoletja. Vendar pa na gradu ni nobenih arheoloških najdb, ki bi jih lahko trdno datirali v obdobje pred letom 1320. Starejša utrdba iz zgodnjih 1300-ih, le kakih 20 kilometrov stran v Hakoinenu, prav tako izpodbija starost gradu Häme, saj je v kraljevi listini iz leta 1308 v Tavastiji naveden samo en grad (Tauestahus). Prav tako ruska novgorodska prva kronika omenja samo en grad med njihovim plenjenjem Tavastije leta 1311, njegov opis se prav tako ujema z gradom v Hakoinenu.
Sredi 16. stoletja, pod Gustavom I., je grad izgubil velik del svojega vojaškega pomena. V zgodnjih 17. stoletjih so izvedli nekaj obnov, leta 1639 pa so bližnja naselja gradu dobila uradni status mesta kot Hämeenlinna. Švedska vladavina je grad še naprej zanemarjala v 17. in 18. stoletju, ko so se njeni vojaški interesi preusmerili na južno Baltsko morje. Grad Häme je bil med veliko severno vojno za kratek čas predan ruski vojski, po kateri so obrambni sistem gradu nadgradili z bastijoni.
Po finski vojni, ko je Finska postala Veliko vojvodstvo Finska pod rusko oblastjo, so grad spremenili v zapor. Kot tak je služil do leta 1953, ko so se začela obsežna obnovitvena dela. Grad je od leta 1979 javni muzej, katerega prostore je mogoče najeti tudi za zasebne prireditve.

## Opis
Iz leta 1539 so ohranjene poslovne knjige grajske uprave. Navedbe o prejšnjem stavbnem stanju temeljijo na arheoloških raziskavah.
Grad (okoli 1260)
Prvotna utrdba je bila sestavljena iz kvadratnega obzidja in treh vogalnih stolpov. Dolžina stranic je bila 33 m, višina pa 7 m.
Grad (okoli 1270)
Potem ko je bil grad Hakoinen opuščen v korist gradu Häme, so utrdbo razširili v grad. Med obstoječima vogalnima stolpoma so bile zgrajene kamnite stavbe. Notranje dvorišče v izmeri 13 do 14 m je še vedno jedro gradu.
Opečni grad (od 1300)
Da bi izboljšali obrambo gradu, so od leta 1300 gradili Petelinji stolp. Ta je služil tudi kot stanovanjski stolp. Bil je prvi gradbeni element iz opeke. Opeko so uporabili tudi za razširitev gradu. Obstajajo jasne strukturne podobnosti z gradovi v Mecklenburgu. Ti so prisotni predvsem v ornamentiki.
Zadnja srednjeveška gradbena faza se je začela leta 1480. Razlog je bila zrušitev severnega vogala. Temelji gradu iz leta 1270 niso več vzdržali obremenitev. Poleg rekonstrukcije severnega vogala je bil preoblikovan tudi severozahodni trakt ter okrepljeni in povečani preostali vogalni stolpi.
Od leta 1539 do 1570 so grad razširili po navodilih Gustava I. Vase. Zgrajeni so bili topovski stolpi in popravljena zunanja obramba ter gospodarska poslopja. Leta 1599 je eksplozija smodnika uničila južni stolp, poznejši požar pa je uničil vse lesene konstrukcije v gradu. Grad je bil med letoma 1606 in 1611 prezidan.
5. junija 1659 je požar znova prizadel grad. Vendar so grad takoj obnovili.
Po tej fazi širitve je obzidje doseglo višino 8 m in debelino 1,5 m.

## Današnja uporaba
Od leta 1956 je bil grad prenovljen. Namen je bil ponovno izpostaviti srednjeveški grad. Leta 1979 je grad postal muzej. Zgodovinski muzej Hämeenlinna je v osrednji stavbi zapora.

## Razno
Leta 2014 je bil v seriji poštnih znamk finske pošte s podobami starih finskih gradov grad Häme prikazan obrnjen zaradi napake.